# 二部村
二部村（にぶそん）は、鳥取県日野郡にあった村。現在の西伯郡伯耆町の一部にあたる。

## 地理
野上川の上中流域に位置していた。

## 歴史
- 1889年（明治22年）10月1日、町村制の施行により、日野郡二部村、畑池村、福岡村が合併して村制施行し、二部村が発足[1][2]。旧村名を継承した二部、畑池、福岡の3大字を編成[2]。
- 1896年（明治29年）二部税務署開設[2]
- 1911年（明治44年）耕地整理を、大字二部字熊谷で2町1反余、1912年（明治45年）大字二部で7町5反余実施し、溜池の増築も行った[2]。
- 1921年（大正10年）12月1日、日野郡野上村と合併し二部村が存続[1][2]。大字三部・福吉・福島・船越・福居・焼杉を継承し9大字となる[2]。
- 1937年（昭和12年）溝口町との境界で大規模山林火災が発生し約千ヘクタールを焼失[2]。
- 1947年（昭和22年）国民健康保険二部診療所開設[2]
- 1954年（昭和29年）4月1日、日野郡溝口町、日光村（一部）と合併し溝口町が存続して廃止された[1][2]。合併後、溝口町大字二部・畑池・福岡・三部・福吉・福島・船越・福居・焼杉となる[2]。

## 産業
- 農業、林業[2]
- 1888年（明治21年）福岡村（のち大字福岡字上代）に福岡山鉄鉱所を開設し、和鉄と西洋製鉄の技術を融合した鋼の生産を行ったが、不況により1921年（大正10年）に閉鎖された[3]。

## 名所・旧跡
- 福岡神社[3]